# 연지은
연지은(延智恩, 1993년 8월 25일 ~ )은 과거 대한민국의 전 레이싱 모델이자 걸그룹 포켓걸스 메인보컬로 활동하였으며 포켓걸스 2019년 10월1일부 공식 해체 이후 레이싱 모델로 활동하고 있다.

## 생애
1993년 8월 25일 서울특별시에서 출생했으며, 레이싱 모델로 활동하다가, 2015년 포켓걸스 메인보컬로 활동하였으며 그룹공식해체후 레이싱 모델로 다시 활동하고 있으며 안타깝게도 SBS에 나오지 못했다.

## 출연작

### 예능
- Mnet 너의 목소리가 보여

## 경력

### 레이싱모델 경력
- 2014.03 - 오토모티브위크 레이싱모델
- 2014 - 부산국제모터쇼 레이싱모델
- 2014 - 서울오토살롱 레이싱모델
- 2014 - KIC 오프로드 그랑프리 레이싱모델
- 2014 - 미스디카 아웃도어 모터쇼 레이싱모델

## 수상
2014
- KMS & HIN 모델 콘테스트 협찬사상
- 제3회 한국 레이싱모델 어워즈 베스트 신인모델상
- 제3회 한국 레이싱모델 어워즈 세종아이앤텍 특별상